# Aeroportul Tivat
Aeroportul Tivat (IATA: TIV, ICAO: LYTV) este un aeroport din Mrčevac, Comuna Tivat, Muntenegru ce deservește zona Tivat. Aeroportul a fost tranzitat în 2023 de 848.188 de pasageri. A fost deschis în 1971 și numit după zona deservită.
Situat la o altitudine de 6 m, aeroportul dispune de 1 pistă.

## Infrastructură

### Piste
Aeroportul dispune de o singură pistă. Pista 14/32 are suprafața de asfalt și dimensiunile 2.500 m × 45 m. 